# Розстріл
Розстрі́л — вид страти, при якому умертвіння досягається за допомогою вогнепальної зброї.

## Варіанти
Існують дві основні форми розстрілу:
- Розстріл стрілецькою обслугою людини, що стоїть перед нею, в груди і голову з середньої відстані. В цьому випадку зазвичай засудженого до смерті ставлять до стіни або прив'язують до стовпа. Часто йому надається вибір відносно зав'язування очей. Офіційні розстріли проводяться декількома стрільцями (з практичної мети, щоб заплутати, і ускладнити завдання можливим месникам, з часом перетворилось у "традицію") які, як правило, виконують цю процедуру не добровільно.
- Постріл в потилицю, який здійснює з короткої відстані один виконавець. Виконавець може викликатися добровільно або виконуючи ці обов'язки на постійній (поєднуючи з основною службою) основі.

Також розстрілом, законодавчо виправданим, є масове фізичне усунення груп осіб котрі вчиняють протизаконне насильство щодо інших громадян країни.

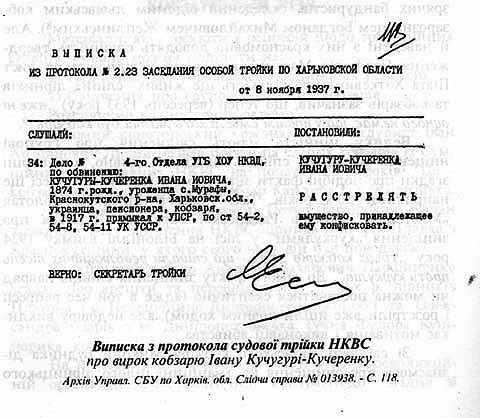
Вирок смерті-розстрілу «Трійки НКВС» бандуриста І. Кучугурі-Кучеренка
Ф. Гойя. «Третього травня 1808 року»
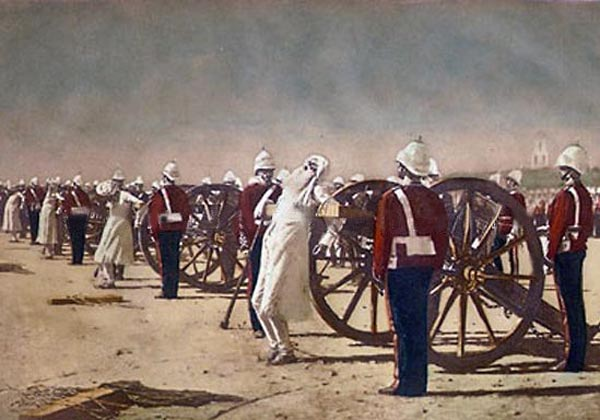
Страта лідерів повстання сипаїв за допомогою «Диявольського вітру», 1884
- Розстріл повстанців. Іспансько-американська війна.
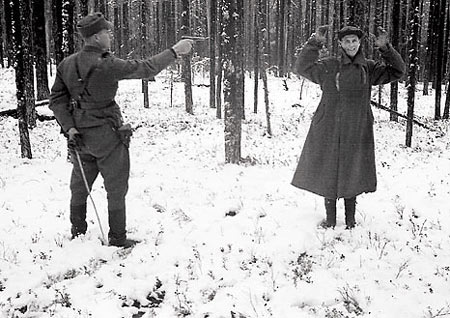
Фінський офіцер розстрілює радянського розвідника, 1942